# Pseudomesothes pulverulentus
Pseudomesothes pulverulentus (лат.) — вид жесткокрылых насекомых семейства точильщиков. Единственный представитель рода Pseudomesothes.

## Описание
Надкрылья с правильными рядами из отдельных круглых точек.